# Salmo 46
O Salmo 46 é o 46.º salmo do Livro dos Salmos, geralmente conhecido em português por seu primeiro verso na Versão Almeida Corrigida Fiel: "Deus é o nosso refúgio e fortaleza, socorro bem presente na angústia". Na versão grega da Septuaginta da Bíblia e em sua tradução latina Vulgata, esse salmo é o Salmo 45 em um sistema de numeração ligeiramente diferente. Em latim, é conhecido como "Deus noster refugium et virtus". A tradição judaica atribui a autoria deste salmo aos coraítas, visto que a inscrição acima do Salmo traz a referência respectiva.
O salmo é uma parte regular das liturgias judaica, católica, anglicana e protestante. De acordo com Charles Spurgeon, o Salmo 46 é chamado de "cântico de santa confiança"; também é conhecido como "Salmo de Lutero", pois Martinho Lutero escreveu seu hino popular "Ein feste Burg ist unser Gott" ("Castelo Forte é o nosso Deus") como uma paráfrase do Salmo 46. O hino de Lutero foi citado em muitas obras musicais, tanto religiosas como seculares, incluindo a cantata Ein feste Burg ist unser Gott, BWV 80, de Johann Sebastian Bach. Vários artistas recitaram o salmo, como Johann Pachelbel, que o fez em alemão, e Marc-Antoine Charpentier e Jean Philippe Rameau, que recitaram em latim.

## Contexto e temas

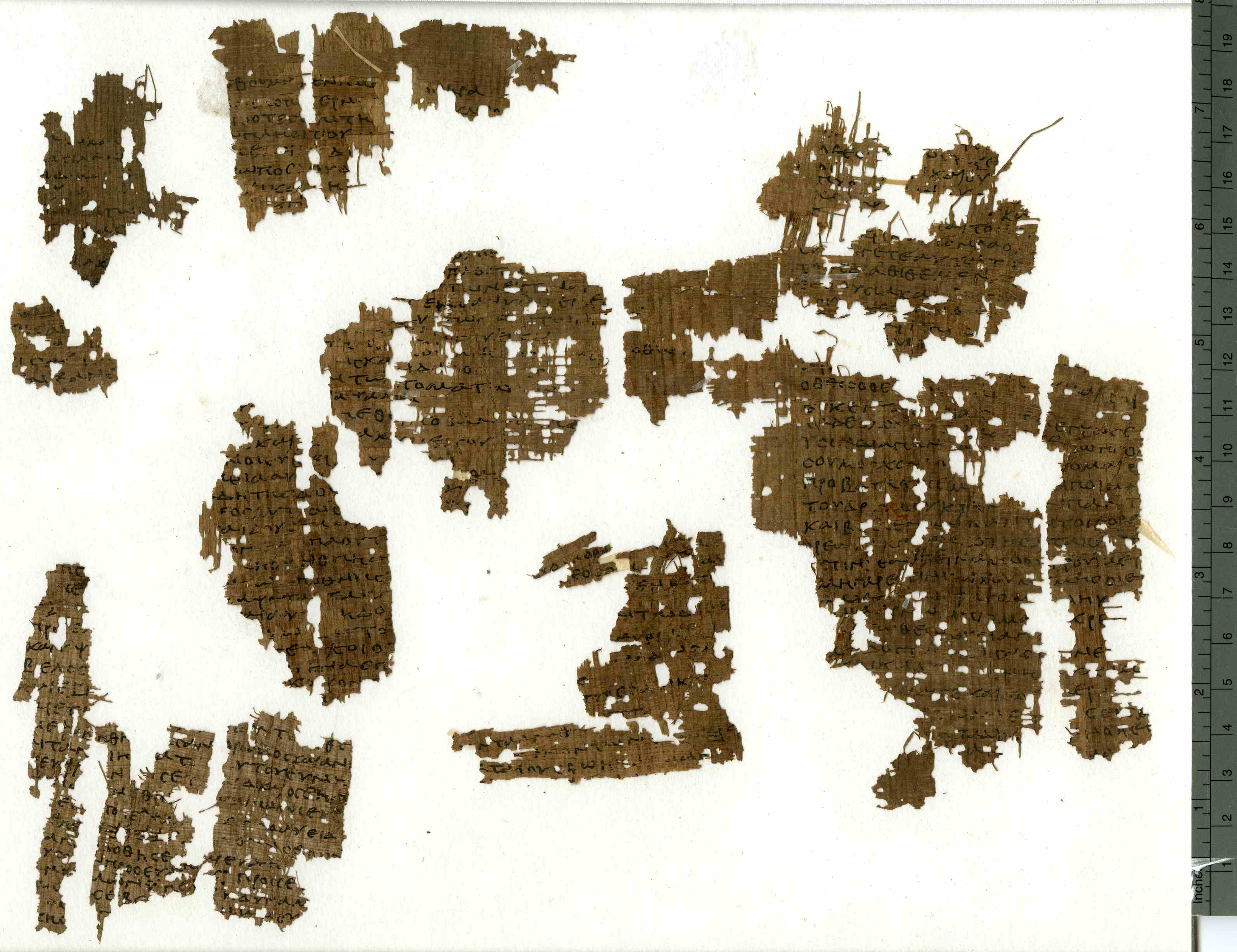
Papyrus Oxyrhynchus 5101, a cópia mais antiga do Salmo 46.

De acordo com Matthew Henry, este salmo pode ter sido composto depois que Davi derrotou os inimigos do antigo Israel das terras vizinhas. Já Charles Spurgeon observa que a descrição no versículo 1 na versão da Bíblia Hebraica, pedindo que o salmo seja tocado "no alamot", pode denotar um instrumento musical agudo ou as vozes de soprano de meninas que saíram para dançar em celebração da vitória de Davi sobre os filisteus. O Midrash Tehilim, no entanto, analisa a palavra alamot (em hebraico:  עלמות) como se referindo às "coisas ocultas" que Deus faz por seu povo. O salmo louva a Deus por ser uma fonte de poder e salvação em tempos de angústia e tribulação. A referência a "manhã" no versículo 5 alude a Abraão, que se levantava ao amanhecer para orar a Deus. Segundo o teólogo britânico W. O. E. Oesterley, este salmo tem um viés escatológico apocalíptico, representando "a destruição da terra no fim da atual ordem mundial" e a crença no triunfo de Deus e a adoração de todas as nações em reconhecimento a sua glória.
Há uma diferença de opinião entre os estudiosos cristãos sobre a qual "rio" o salmo se refere no versículo 4 da Bíblia do Rei Jaime, cujas correntes alegram a cidade de Deus. Entre as possibilidades consideradas, estão o rio Jordão e dois rios em Jerusalém. No entanto, o rio Jordão está a uma distância de 20 milhas (32 km) a nordeste de Jerusalém (assumindo que a "cidade de Deus" é uma referência a Jerusalém), e por esse motivo, alguns acharam essa possibilidade improvável. Um dos supostos rios em Jerusalém, segundo os estudiosos, seria durante o reinado milenar de Cristo, que correrá debaixo do Templo em Jerusalém para o leste até o Mar Morto, conforme descrito no capítulo quarenta e sete do Livro de Ezequiel. Já o outro seria após o reinado milenar de Cristo, fluindo na Nova Jerusalém, conforme descrito no capítulo vinte e dois do livro de Apocalipse do Novo Testamento. Foi proposto que este salmo está profetizando um tempo em que, de acordo com as Escrituras Cristãs, Jesus Cristo retornará para governar o mundo de Jerusalém por 1 000 anos.

## Texto

### Versão da Bíblia Hebraica
O texto a seguir está relatado conforme o original da Bíblia Hebraica:
| Verso | Hebraico                                                   |
| ----- | ---------------------------------------------------------- |
| 1     | לַֽמְנַצֵּ֥חַ לִבְנֵי־קֹ֑רַח עַל־עֲלָמ֥וֹת שִֽׁיר                                |
| 2     | אֱלֹהִ֣ים לָ֖נוּ מַֽחֲסֶ֣ה וָעֹ֑ז עֶזְרָ֥ה בְ֜צָר֗וֹת נִמְצָ֥א מְאֹֽד                     |
| 3     | עַל־כֵּ֣ן לֹא־נִ֖ירָא בְּהָמִ֣יר אָ֑רֶץ וּבְמ֥וֹט הָ֜רִ֗ים בְּלֵ֣ב יַמִּֽים                |
| 4     | יֶֽהֱמ֣וּ יֶחְמְר֣וּ מֵימָ֑יו יִֽרְעֲשׁ֨וּ הָרִ֖ים בְּגַֽאֲוָת֣וֹ סֶֽלָה                     |
| 5     | נָהָ֗ר פְּלָגָ֗יו יְשַׂמְּח֥וּ עִיר־אֱלֹהִ֑ים קְ֜דֹ֗שׁ מִשְׁכְּנֵ֥י עֶלְיֽוֹן                  |
| 6     | אֱלֹהִ֣ים בְּ֖קִרְבָּהּ בַּל־תִּמּ֑וֹט יַעְזְּרֶ֥הָ אֱ֜לֹהִ֗ים לִפְנ֥וֹת בֹּֽקֶר                  |
| 7     | הָמ֣וּ ג֖וֹיִם מָ֣טוּ מַמְלָכ֑וֹת נָתַ֥ן בְּקוֹל֗וֹ תָּמ֥וּג אָֽרֶץ                     |
| 8     | יְהֹוָ֣ה צְבָא֣וֹת עִמָּ֑נוּ מִשְׂגַּב־לָ֜֗נוּ אֱלֹהֵ֖י יַֽעֲקֹ֣ב סֶֽלָה                     |
| 9     | לְכֽוּ־חֲ֖זוּ מִפְעֲל֣וֹת יְהֹוָ֑ה אֲשֶׁר־שָׂ֖ם שַׁמּ֣וֹת בָּאָֽרֶץ                       |
| 10    | מַשְׁבִּ֣ית מִלְחָמוֹת֘ עַד־קְצֵ֪ה הָ֫אָ֥רֶץ קֶ֣שֶׁת יְ֖שַׁבֵּר וְקִצֵּ֣ץ חֲנִ֑ית עֲ֜גָל֗וֹת יִשְׂרֹ֥ף בָּאֵֽשׁ |
| 11    | הַרְפּ֣וּ וּ֖דְעוּ כִּי־אָֽנֹכִ֣י אֱלֹהִ֑ים אָר֥וּם בַּ֜גּוֹיִ֗ם אָר֥וּם בָּאָֽרֶץ               |
| 12    | יְהֹוָ֣ה צְבָא֣וֹת עִמָּ֑נוּ מִשְׂגַּב־לָֹ֜נוּ אֱלֹהֵ֖י יַֽעֲקֹ֣ב סֶֽלָה                     |

### Versão Almeida Corrigida Fiel
O texto a seguir está relatado conforme a versão Almeida Corrigida Fiel:
1. Deus é o nosso refúgio e fortaleza, socorro bem presente na angústia.
2. Portanto não temeremos, ainda que a terra se mude, e ainda que os montes se transportem para o meio dos mares.
3. Ainda que as águas rujam e se perturbem, ainda que os montes se abalem pela sua braveza.
4. Há um rio cujas correntes alegram a cidade de Deus, o santuário das moradas do Altíssimo.
5. Deus está no meio dela; não se abalará. Deus a ajudará, já ao romper da manhã.
6. Os gentios se embraveceram; os reinos se moveram; ele levantou a sua voz e a terra se derreteu.
7. O SENHOR dos Exércitos está conosco; o Deus de Jacó é o nosso refúgio.
8. Vinde, contemplai as obras do SENHOR; que desolações tem feito na terra!
9. Ele faz cessar as guerras até ao fim da terra; quebra o arco e corta a lança; queima os carros no fogo.
10. Aquietai-vos, e sabei que eu sou Deus; serei exaltado entre os gentios; serei exaltado sobre a terra.
11. O SENHOR dos Exércitos está conosco; o Deus de Jacó é o nosso refúgio.

## Usos

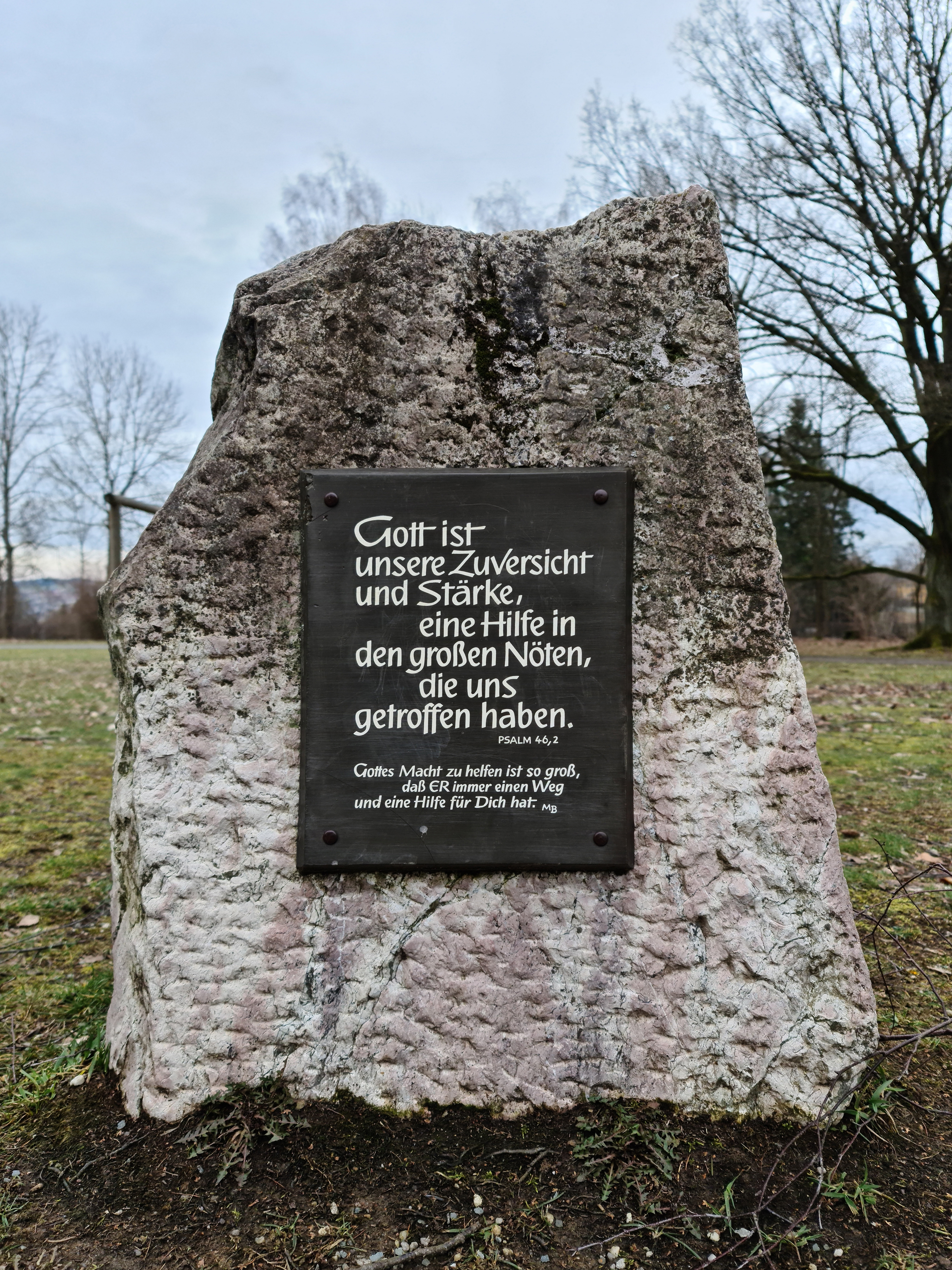
Versículo 2 transcrito em uma lápide em língua alemã.

### Judaísmo
Partes do salmo são usadas ou referenciadas em várias orações judaicas. O versículo 2 em hebraico é parte do Selichot. O versículo 8 é dito no serviço matinal diário durante a recitação da oferta do incenso, no Pesukei Dezimra e no Uva Letzion; é dito em Uva Letzion no culto matinal de Shabat, no culto vespertino em Yom Tov e também no culto noturno em Motza'ei no Shabat. O versículo 12 faz parte da cerimônia da Havdalá. Os judeus iemenitas o incluem como parte do Yehi kevod.
No Siddur Avodas Israel, o Salmo 46 é o salmo do dia para o Shabat Va'era. O salmo é recitado como uma oração pelo fim de todas as guerras.

### Cristianismo
Este salmo era tradicionalmente recitado ou cantado no ofício das matinas na terça-feira depois que São Bento de Núrsia estabeleceu sua regra de São Bento por volta de 530, principalmente na ordem numérica dos salmos. Hoje, o Salmo 46 é cantado ou recitado nas Vésperas na sexta-feira da primeira semana. As duas principais denominações luteranas no Brasil, a Igreja Evangélica Luterana do Brasil (IELB) e a Igreja Evangélica de Confissão Luterana do Brasil (IECLB), por meio da Comissão Interluterana de Literatura (CIL), possuem um livro de mensagens diárias intitulado "Castelo Forte", em referência à canção "Ein feste Burg ist unser Gott" ("Castelo Forte é o Nosso Deus") de Martinho Lutero.
O ex-presidente norte-americano Barack Obama, declaradamente cristão, referenciou o salmo em vários discursos, mais notavelmente o discurso em memória de Tucson e no seu discurso durante o décimo aniversário dos ataques de 11 de setembro na cidade de Nova Iorque. Este ato foi visto como uma tentativa de tratado de paz com os islâmicos, visto que o Salmo 46 também está presente no Alcorão e no Torá.

## Cenário musical

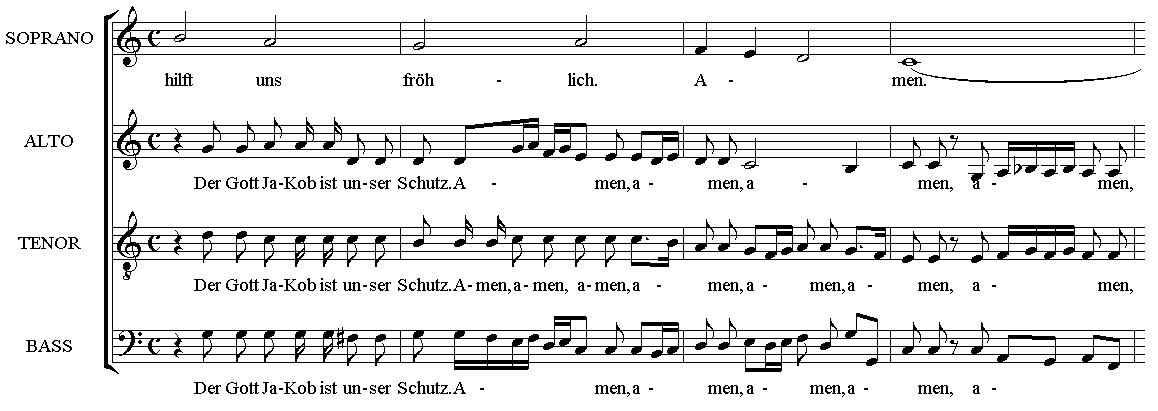
Moteto de Pachelbel

Martinho Lutero escreveu e compôs um hino que parafraseia o Salmo 46, intitulado "Ein feste Burg ist unser Gott", que foi traduzido como "Castelo Forte é o nosso Deus". O hino de Lutero foi chamado de "a Marselhesa da Reforma" por Heinrich Heine em seu ensaio Zur Geschichte der Religion und Philosophie in Deutschland (em português:  Sobre a História da Religião e Filosofia na Alemanha). Inspirou muitas obras musicais, tanto religiosas como seculares. Johann Sebastian Bach baseou uma de suas cantatas corais, Ein feste Burg ist unser Gott, BWV 80, no hino de Lutero.
No século XVII, Johann Pachelbel compôs um moteto do Salmo 46, Gott ist unser Zuversicht und Stärke (em português:  Deus é nossa confiança e força). Em 1699, Michel-Richard Delalande baseou um grande moteto no salmo., intitulado Laudate Dominum in sanctis ejus, S.46. Marc-Antoine Charpentier estabeleceu no início dos anos 1690 um "Deus noster refugium" H.218, para solistas, coro, 2 instrumentos agudos e contínuo. Jean Philippe Rameau definiu o salmo do moteto Deus noster refugium.
Em 1961, a tradicional canção "Stand by Me", do cantor de soul Ben E. King, fez uma referência ao Salmo 46 na terceira linha do segundo verso. No cenário contemporâneo, podemos ver referências ao salmo na canção "Psalm 46 (Lord of Hosts)" da dupla norte-americana Shane & Shane no álbum Psalms II lançado em 2016. Também aparece em canções de artistas da música gospel brasileira como Nani Azevedo, no seu álbum A Última Palavra, e João Alexandre Silveira, em seu disco Família.

## Possível envolvimento de Shakespeare
Por várias décadas, alguns teóricos sugeriram que William Shakespeare colocou sua marca no texto traduzido do Salmo 46 que aparece na Bíblia do Rei Jaime, embora muitos estudiosos considerem isso improvável, afirmando que as traduções provavelmente foram aprovadas por um comitê de estudiosos.
Por outro lado, Shakespeare estava a serviço do Rei Jaime I durante a preparação da Bíblia do Rei Jaime e era geralmente considerado como tendo quarenta e seis anos em 1611 quando a tradução foi concluída. Existem alguns exemplos existentes da assinatura real de Shakespeare e, como era habitual na época, com a grafia sendo um tanto relaxada naqueles dias pré-padronizados, onde em pelo menos uma ocasião ele assinou 'Shakspeare', que se divide em quatro e seis letras, portanto, '46'. A 46ª palavra do início do Salmo 46 é "shake" e a 46ª palavra do final (omitindo a marca litúrgica "Selá") é "spear" ("speare" na grafia original).